# MindManager
MindManager — комерційне ПЗ для управління мапами думок, розроблене Mindjet [Архівовано 26 березня 2014 у Wayback Machine.]. Mindjet описує карти, створені за допомогою MindManager як «бізнес-карти» для використання на підприємствах, замінюючи ними рукописні карти пам'яті.
Карти MindManager можуть бути експортовані в Microsoft Word, PowerPoint, Visio і Project, збережені як вебсторінки чи PDF-документи.

## Загальні відомості
Програма MindManager компанії MindJet заснована на методиці «концепт-карт» професора Корнеульського університету Джозефа Новака, а також на методиці «інтелект-карт» англійського психолога Тоні Б'юзена.
Слоган компанії MindJet «Оживи знання» відображає призначення програми: систематизувати, проаналізувати, або запам'ятати, використовуючи ефективні засоби візуалізації, великий об'єм інформації.
Програма купують як для домашнього застосування, так і для корпоративного.

## MindMaps
У спеціальній літературі можна зустріти велику кількість варіантів перекладу терміна MindMaps. Найчастіше зустрічаються переклади:
- ментальні карти;
- інтелект-карти;
- карти розуму;
- концепт-карти;
- карти знань;
- карти пам'яті;
- асоціативні карти.

## Концепція ментальних карт
Ментальні карти — це ефективний інструмент структурування і аналізу інформації. Вони дозволяють пришвидшити процес вивчення навчальних матеріалів, підвищити степінь запам'ятовування інформації, пришвидшити розробку особистих бізнес-проектів тощо.
В основу концепції ментальних карт покладено уявлення про принципи роботи людського мозку: асоціативне мислення, візуалізація уявлених образів, цілісне сприйняття.
Для стимулювання асоціативного мислення застосовуються особливі, зручні для мозку, радіантні діаграми (ментальні карти), представлені у вигляді дерева ідей.